# Jüdischer Friedhof (Rottweil)

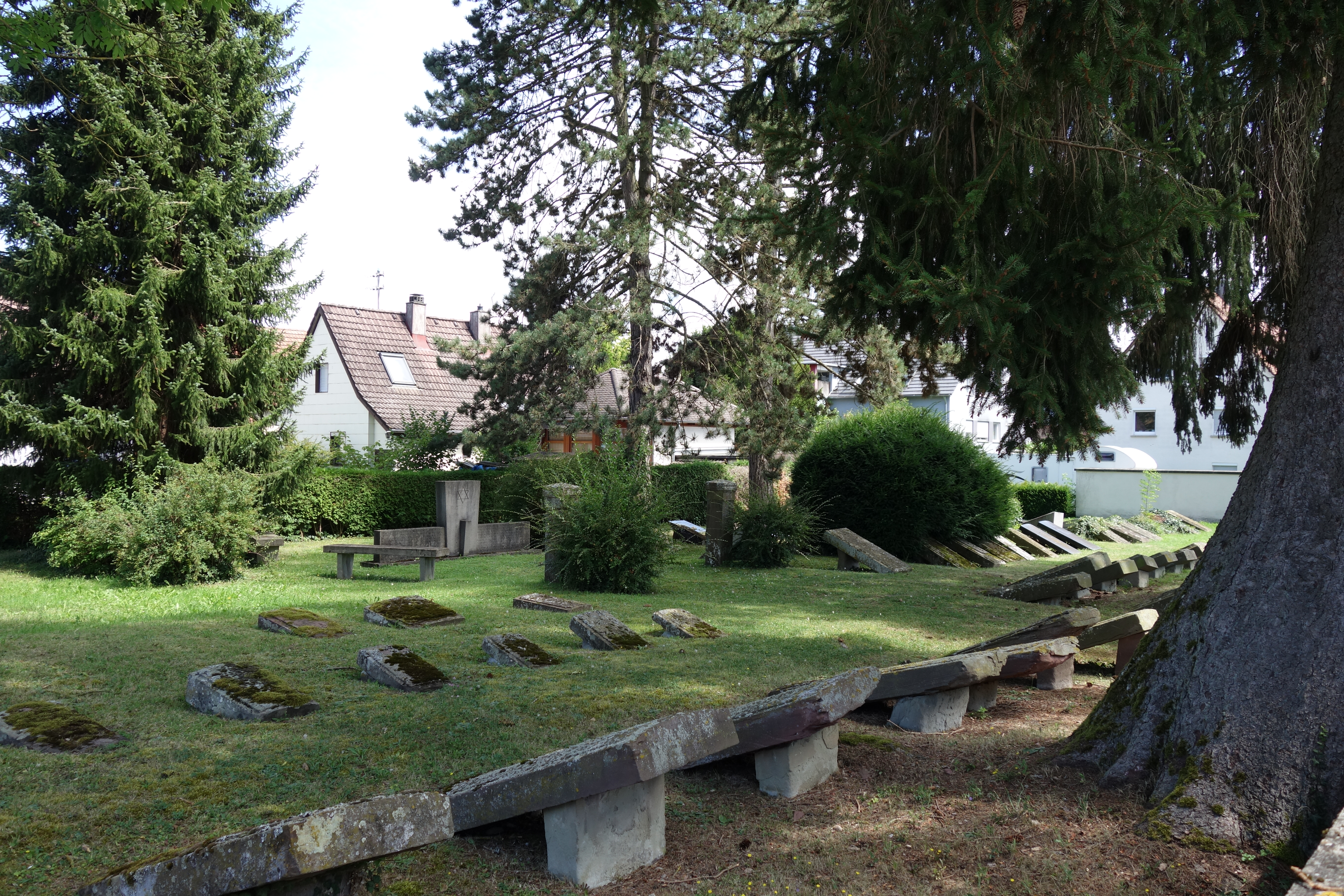
Jüdischer Friedhof in Rottweil

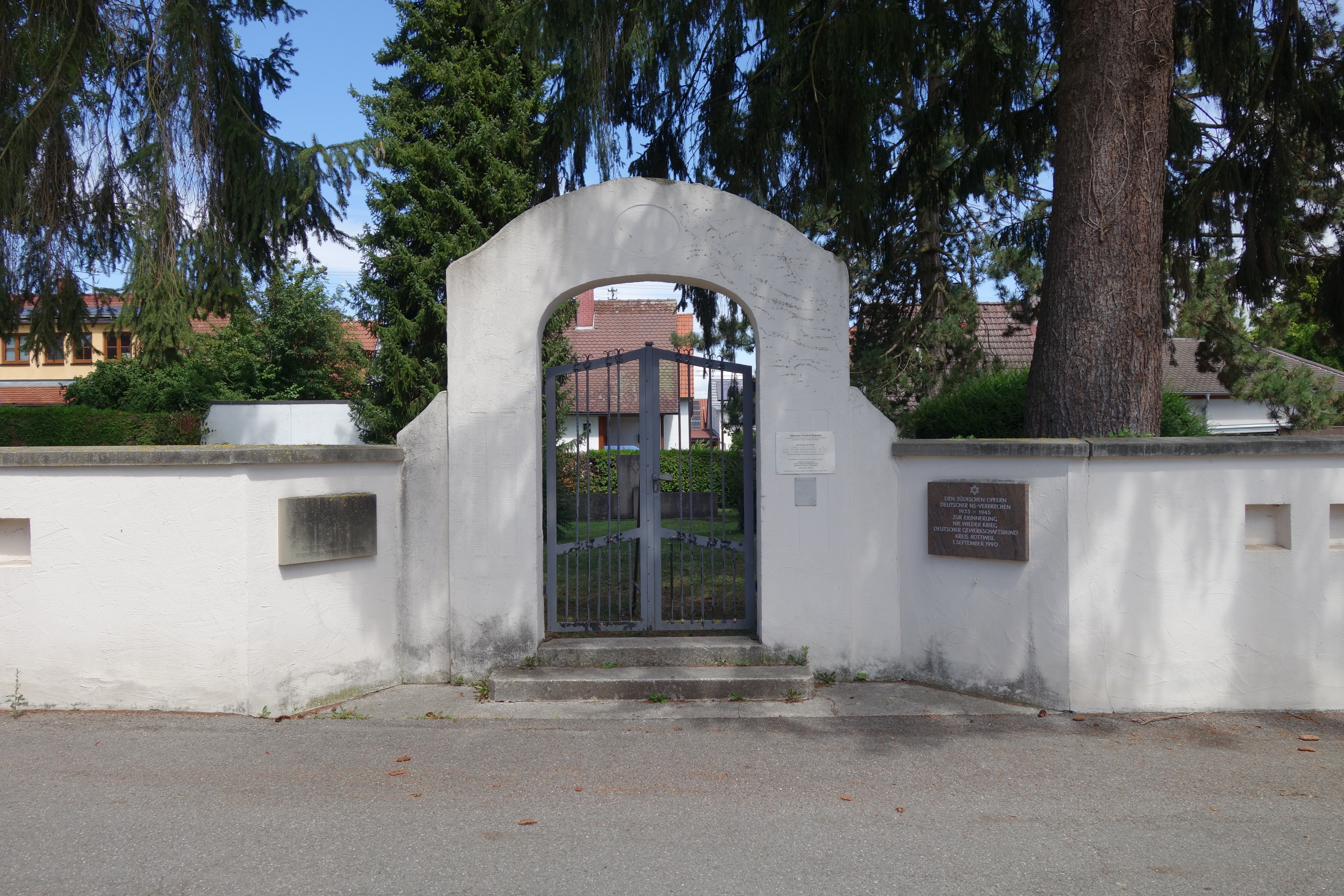
Friedhofstor

Der Jüdische Friedhof Rottweil ist ein geschütztes Baudenkmal in Rottweil, der Kreisstadt des gleichnamigen Landkreises in Baden-Württemberg. Er ist der einzige jüdische Friedhof im Landkreis.
Auf dem 1158 m² großen Friedhof an der Hoferstraße/Ecke Lindenstraße sind 112 Grabsteine erhalten. Einzigartig in Baden-Württemberg ist, dass fast alle Grabsteine einheitlich schräg liegen.

## Geschichte
Der Friedhof wurde von 1850 bis 1938 und dann wieder 1948 und 1974 belegt. Vor 1885 wurden die Toten der jüdischen Gemeinde Rottweil auf dem Friedhof in Hechingen und auf dem Friedhof in Mühringen beigesetzt.